# Sony Nordé
Sony Nordé (Grand'Anse, 27 luglio 1989) è un calciatore haitiano, centrocampista del Malut Utd.

## Carriera

### Nazionale
Viene convocato per la Copa América Centenario negli Stati Uniti.

## Palmarès

### Club

#### Competizioni nazionali
- Campionato argentino: 1

Boca Juniors: Apertura 2011
- Bangladesh League: 2

Sheikh Russel: 2012-2013
Sheikh Jamal: 2013-2014
- Coppa della Federazione indiana: 1

Mohun Bagan: 2016

### Individuale
- Capocannoniere dell'Independence Cup: 1

2014